# 君灵塔
君灵塔，位于中华人民共和国青海省西宁市湟中区多巴镇王家庄村，为青海省市县级文物保护单位，公布日期为1983年3月25日，类型为古建筑。君灵塔的历史年代为清。